# FEFF8
FEFF8は、非経験的で自己無撞着な実空間多重散乱近似を用いて、X線吸収スペクトルと電子構造の計算を行うコードである。
FEFF8で取り扱える代表的なものを以下に挙げる。
- 広域X線吸収微細構造 (EXAFS)
- X線吸収端近傍構造 (XANES)
- 局所状態密度 (LDOS)
- X線磁気円二色性 (XMCD)
- X線自然円二色 (XNCD)